# Buslijn 333
Buslijn 333 Leuven Gasthuisberg - Rotselaar - Tremelo verbindt Leuven met Tremelo via de N19 en de N229. Aan het ronde punt in Rotselaar gaat lijn 334 rechtdoor. 333 en lijn 335 gaan aan de rotonde naar links, 333 rijdt van de Stationsstraat verder noordwaarts via de Provinciebaan naar Werchter en Tremelo.
Buslijn 310 volgt een heel andere reisweg tussen Leuven en Aarschot. De snelste manier om van Leuven naar Aarschot te reizen, zijn echter de bussen 305 en 306.

## Pachter
De ritten worden deels gereden door STACA, een pachter in Kortenberg.

## Geschiedenis

### 1994
De toenmalige lijn 35A (Leuven - Rotselaar) werd in november 1994 doorgetrokken naar de Gasthuisbergsite.

### 1997
In 1997 werd Lijn 35A dan opgesplitst in de lijnen 332, 333, 334 en 335.

### 1998
Op 24 mei 1998 werden een paar nieuwe regelingen ingevoerd. Er werden 32 bijkomende autobussen aangekocht en jaarlijks worden 1,8 miljoen extra kilometers gereden.

### 2008
Sinds 7 januari 2008 is er ook een marktbus op woensdagen. Bussen 333 en 335 rijden kort nadien ook op zondagen om de 120 minuten, wat resulteert in een bus per uur tussen Leuven en Rotselaar.

### 2009
Begin mei 2009 werd ook het aanbod aan nachtbussen fors uitgebreid en werden deze ook gratis, omdat ook de omliggende gemeentes, met uitzondering van Holsbeek instapten in het derdebetalersysteem.

### 2012
In 2012 was er een grote besparingsronde. Naar aanleiding daarvan werd het aantal ritten van de nachtbus gehalveerd en vertrok de laatste bus om 2u i.p.v. 2u30.

## Route
- Dynamische kaart op Openstreetmap met mogelijkheid tot inzoomen, omgeving bekijken en export als GPX

## Externe verwijzingen
- haltelijst[dode link]
- routeplan[dode link]
- Website De Lijn